# Malik Kafur
Malik Kafur (auch Taj al-Din Izz al-Dawla, † 1316) war General unter Ala ud-Din Khalji (reg. 1296–1316) in der Armee des Sultanats von Delhi. In den Jahren von 1294 bis 1316 dehnte er die Macht des Sultans auch über Teile des Dekkan und von Südindien aus.

## Biografie
Malik Kafur (sein eigentlicher Name ist unbekannt) war ein gebürtiger Hindu, der bei einer Schlacht um Khambhat im heutigen Gujarat gefangen genommen wurde. Wahrscheinlich war er schon dort als Heerführer tätig, denn bereits im Jahr 1294 beauftragte ihn Ala ud-Din Khalji mit einem Feldzug gegen die auf dem Dekkan in Devagiri residierende Yadava- oder Seuna-Dynastie, welche tributpflichtig gemacht wurde. Im Jahr 1305 bekämpfte er bei Amroha siegreich ein Mongolenheer und in den Jahren von 1309 bis 1311 wandte er sich erneut in Richtung Südindien; er schlug zunächst zum wiederholten Mal die Yadavas bei Devagiri, später dann ein Heer der Kakatiya-Dynastie bei Warangal und ein Heer der Hoysalas bei Halebidu. Außerdem wandte er sich gegen Madurai, das zum Reich der Pandya gehörte.
Nach dem Tod von Ala ud-Din Khalji im Januar 1316 versuchte Malik Kafur die Macht an sich zu reißen und ließ dessen älteren Sohn Mubarak Shah ins Gefängnis werfen; an dessen statt setzte er Shihab-ud-din Umar (oder Umar Khan), einen 5- oder 6-jährigen Knaben, auf den Thron und übernahm selbst die Regentschaft. Kurze Zeit später wurde er jedoch selbst von seinen Soldaten getötet.

## Bedeutung
Ala ud-Din Khalji bzw. sein Heerführer Malik Kafur legten den Grundstein für das spätere, allerdings kostspielige und oft verlustreiche Engagement des Mogulreichs unter Shah Jahan und Aurangzeb auf dem Dekkan.